# Johann Anton Güldenstädt
Johann Anton Güldenstädt (Russisch: Иоганн Антон Антонович Гюльденштедт) (Riga,  26 april 1745 - Sint-Petersburg, 23 maart 1781) was een Russisch natuuronderzoeker en ontdekkingsreiziger van Baltisch-Duitse afkomst. Zijn standaardaanduiding in de botanische nomenclatuur luidt Gueldenst.
Güldenstädt verloor zijn ouders op vroege leeftijd en studeerde vanaf 1763 farmacologie, plantkunde en natuurlijke historie in Berlijn. Op 22-jarige leeftijd verkreeg hij in 1767 een doctoraat in geneeskunde aan de Europese Universiteit Viadrina in Frankfurt (Oder). In juni het jaar daarop, werd hij uitgezonden naar de Russische Academie van Wetenschappen en in opdracht van Catharina II van Rusland op een expeditie gestuurd ter verkenning van de zuidelijke grenzen van Rusland. Güldenstädt reisde in de jaren daarop in gezelschap van Samuel Gottlieb Gmelin door de regio Astrachan en Oekraïne, in de richting van de Grote Kaukasus en Georgië. Zijn expeditie omvatte de eerste systematische studie van de Kaukasus.
In maart 1775 keerde hij terug naar Sint-Petersburg en schreef in de volgende jaren meerdere geografische, historische en natuurhistorische publicaties in het Duits en Latijn, inclusief de allereerste wetenschappelijke beschrijving van de moeraskat (Felis chaus).
In maart 1781 stierf Güldenstädt aan koorts. De resultaten van zijn expeditie werden na zijn dood onder de naam Reisen durch Russland im Caucasischen Gebürge (1787-91) openbaar gemaakt door Peter Simon Pallas.
- Author citation (botany): Gueldenst.
- CiNii: DA14380001
- Gemeinsame Normdatei: 120640759
- International Standard Name Identifier: 0000 0000 8351 5747
- Library of Congress Control Number: n85233480
- Nationale Bibliotheek van Israël: 987007275855705171
- Nederlandse Thesaurus van Auteursnamen: 203651472
- Système universitaire de documentation: 162386850
- Virtual International Authority File: 3307090
- WorldCat: E39PBJxhqdWcmP8pJtqCR8fH4q